# Elisabeth Niggemeyer

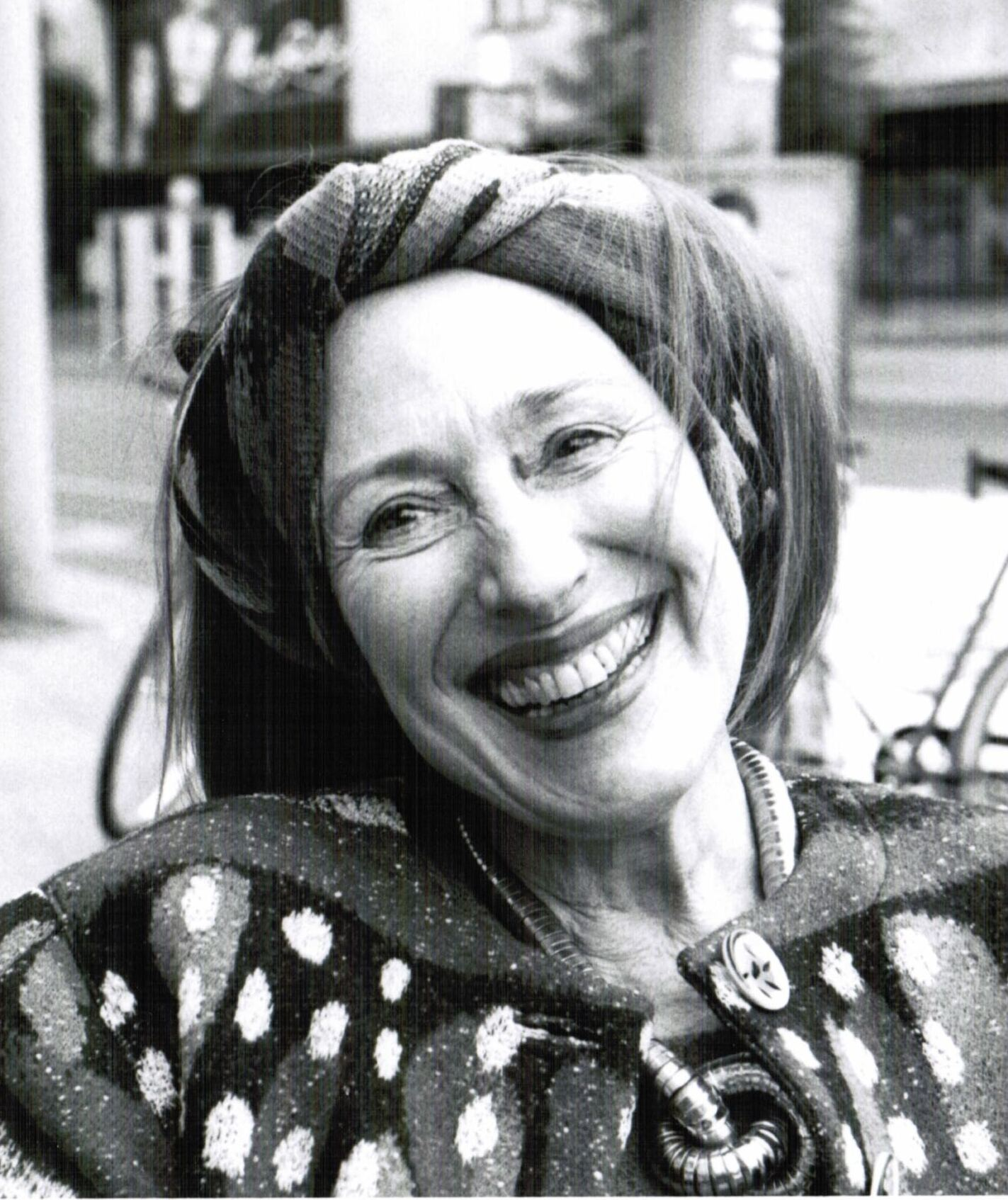
Elisabeth Niggmeyer (ca. 2000)

Elisabeth Niggemeyer (* 23. Juni 1930 in Bochum; † 29. Januar 2025 in Berlin) war eine deutsche Fotografin und Fotobuchautorin.

## Leben
Ihre Eltern, Josef Niggemeyer und Gabriele Niggemeyer geb. Urff, betrieben in Bochum einen Foto-Einzelhandel mit Labor (Foto Niggemeyer). Die Ursprünge des Geschäftes gehen auf die 20er Jahre zurück, als Josef Niggemeyer nach einer Drogerielehre begann, im Keller des elterlichen Wohnhauses Fixiersalz herzustellen (Markenname INIBO), und Bochumer Stahlwerke damit belieferte. Nach dem Verkauf des Ladengeschäftes an Photo Porst betrieb Elisabeth Niggemeyers Bruder die Laborsparte weiter und baute sie aus; die Firma ist inzwischen auf industriellen Großformatdruck spezialisiert.
Entgegen ihrem eigenen Wunsch, Pädagogik zu studieren, sah der Vater auch für Elisabeth Niggemeyer eine fotografische Ausbildung vor und meldete sie dazu an der Bayerischen Staatslehranstalt für Lichtbildwesen in München an. Ihre Ausbildung begann 1950. Der Abschluss stand wegen ihrer Abneigung gegen die technische Seite der Fotografie in Frage, bis das Lehrfach „Reportage“ ihre Begeisterung auslöste und sie für ihre Leistungen darin mehrfach ausgezeichnet wurde.
Nach dem Abschluss 1952 und einem für sie wenig befriedigenden Abstecher in die Modefotografie blieb Elisabeth Niggemeyer zunächst in München, arbeitete als Laborantin bei Linhof und fotografierte in ihrer Freizeit mit ihrer Rolleiflex in der Stadt.

## Fotografisches Werk

### Stadt und urbanes Leben
Eine von der Fotografin bei der Süddeutschen Zeitung eingereichte München-Aufnahme wurde in großem Format in der Samstagsausgabe abgedruckt. Die Publikation zog den Auftrag des Süddeutschen Verlages für ein ganzes Buch nach sich („das Münchner jahr“, 1955, mit Texten von Walter Foitzik). Der Erfolg des Buches, die zahlreichen positiven Rezensionen (besonders diejenige von Friedrich Luft) ermöglichten es ihr, im gleichen Verlag weitere Städteporträts im Fotobuchformat zu publizieren. Die Texte für ihren Band über London („London. Stadt, Menschen, Augenblicke.“ 1956) verfasste Hilde Spiel; bei ihrem Buch über Bonn („Bonn im Bild.“, 1957) war Erich Kuby Initiator und Ideengeber.
Seit 1958 lebte Elisabeth Niggemeyer in West-Berlin. Es war das Jahr ihrer Heirat mit dem Juristen Peter Pfefferkorn, der bald darauf Leiter der Rechtsabteilung beim Berliner Pharmaunternehmen Schering wurde. Außer an ihren Fotobüchern arbeitete die Fotografin an Reportagen für die illustrierte Frauenzeitschrift Constanze, später auch für die daraus hervorgegangene Brigitte. Über Friedrich Luft und seine Rezension des München-Buches wurde auch der Berliner Publizist Wolf Jobst Siedler auf die Fotografin aufmerksam. Zusammen mit ihr und Gina Angress veröffentlichte er 1964 „Die gemordete Stadt“. Der ironisch-polemische Essay Siedlers verteidigt seine eigene Konzeption von Urbanität und das architektonische Erbe der Gründerzeit gegen die moderne Stadtplanung, ihren normierenden, antiornamentalen Kurs und die Flächensanierung, bei der zur Entstehungszeit des Buches ganze wilhelminische Quartiere abgerissen und durch moderne Wohnbauten ersetzt wurden. In ausgefeiltem Layout, teils auf ausklappbaren Doppelseiten, stellen Elisabeth Niggemeyers Berliner Aufnahmen die Vielfalt der architektonischen Elemente des 19. Jahrhunderts der Monotonie der Nachkriegsmoderne gegenüber. Gina Angress verfasste für die Bildseiten erläuternde Texte und brachte zahlreiche teils zeitgenössische, teils aus der Gründerzeit stammende Quellen ein, z. B. Textpassagen aus Bauverordnungen und Architekturzeitschriften. In der direkten Zusammensicht mit den Fotografien entfaltet sich ein Dialog, dessen Ironie wiederum mit den Essays Siedlers korrespondiert. Das Werk wurde mehrfach aufgelegt und markiert einen Wendepunkt im städtebaulichen Diskurs.
1985 erschien der ebenso kritische Band „Die verordnete Gemütlichkeit“, ebenfalls in Zusammenarbeit mit Angress und Siedler. Der Band wirft einen Blick zurück auf die nun abgeschlossene Epoche der Nachkriegsmoderne besonders im Wohnungsbau und im Straßenraum. Er zeigt postmoderne Reparaturversuche in historisierender Architektursprache und diagnostiziert zugleich die Hilflosigkeit angesichts eines kaum mehr umkehrbaren Strukturwandels im öffentlichen Raum.
Nach 2000 hatte Elisabeth Niggemeyer zeitweise ihren zweiten Wohnsitz in Paris. Hier entstanden bei Streifzügen durch die ganze Stadt die Aufnahmen für die Reihe „Paris Puzzle“, in der jedem der zwanzig Pariser Arrondissements ein charakteristischer Broschurband mit zahlreichen, teils collagierten Detailansichten gewidmet ist (2014/2021).

### Fotografie und Pädagogik
In Berlin war die Familie Pfefferkorn-Niggemeyer in Nikolassee ansässig. Die drei Kinder besuchten in den 1960er Jahren die John-F.-Kennedy-Schule in Zehlendorf, die auch Vorschulklassen unterhielt. Dadurch lernte Elisabeth Niggemeyer die US-amerikanische Pädagogin Nancy Hoenisch kennen und begann während der Vorschulstunden zu fotografieren. „Die Schulleitung ließ die Fotografin gewähren, da sich erwiesen hatte, dass die Kinder so absorbiert waren, dass sie keine Notiz von ihr nahmen.“ Aus den Aufnahmen entstand in Zusammenarbeit mit Hoenisch und dem Psychologen und Erziehungswissenschaftler Jürgen Zimmer das Buch „Vorschulkinder“, das 1969 im Ernst-Klett-Verlag erschien. Das Buch wurde mehrfach neu aufgelegt und zum Klassiker der Vorschulpädagogik. Gegenüber dem Modell des Kindergartens versucht die Vorschule in der hier gezeigten Prägung den Kindern bereits Grundlagen vor allem im naturwissenschaftlichen Verstehen zu vermitteln.
Es schlossen sich weitere Fotobücher zu pädagogischen Themen an, in Zusammenarbeit mit Antoinette Becker, die auch schon das Vorschulkinder-Buchprojekt begleitet hatte. Sie erschienen teils ebenfalls bei Klett, teils im Otto-Maier-Verlag Ravensburg. Dort ist eine eigene, zwischen 1972 und 1983 publizierte Reihe von Fotobilderbüchern dem Thema „Ich und die Welt“ gewidmet. Die 20 Bände im Kinderbuchformat thematisieren Lebenssituationen von Kindern, z. B. einen Krankenhausaufenthalt, die Geburt eines Geschwisters, oder die Einschulung. Sie wenden sich an die Kinder selbst, Eltern und Erzieher.
Die letzten Werke für und über Kinder (u. a. „Mathe-Kings“, 2004) entstanden wieder in Zusammenarbeit mit Nancy Hoenisch und knüpften auch in der Thematik an die „Vorschulkinder“ an. Sie wurden auch in Form von Aktionsausstellungen für Kinder und Eltern präsentiert.

### Arbeitsweise und Charakteristik
Elisabeth Niggemeyer sagt von sich selbst, „dass ich ja nicht fotografiere, um schöne Bilder zu machen, sondern ich wusste, ich fotografiere, weil ich was mitteilen will. Das war ausschlaggebend.“
In ihren frühen Städteporträts ist die Schönheit der Stadt durchaus ein Thema. In eigener Weise ist es auch in den beiden Teilen der „Gemordeten Stadt“ zentral. Auch dort gibt es Fotos in größerem Format, die an die atmosphärisch oder erzählerisch dichten Münchner Bilder denken lassen. Die Fotografin hat ihr Spektrum jedoch um die Reihung von architektonischen Detailaufnahmen erweitert. In der Zusammensicht thematisieren die verschiedenen Bildgenres nicht nur die Vielfalt des architektonischen Erbes, sondern z. B. auch des innerstädtischen Einzelhandels und damit einer Qualität des urbanen Lebens. Noch in „Paris Puzzle“ ist es „das schöne Alltägliche“, dem Elisabeth Niggemeyers Interesse gilt, nicht zuletzt, weil sein Verlust droht. Es zu erkennen, bedarf der Aufmerksamkeit. Diese ist selbst Thema in ihren pädagogischen Arbeiten, in denen sie die Vertiefung der Kinder in den spielerischen Lernprozess zeigt.
In Elisabeth Niggemeyers Werk sind fotografische Mittel der Bildreportage lebendig, die auf die illustrierte Presse der 1920er Jahre zurückgehen und zu denen auch die scheinbar nur dokumentarische Abbildung von Details gehört. In dieser Tradition geht die Fotografie über eine illustrative Funktion weit hinaus und wird dem Text mindestens gleichrangig. Eine sehr wichtige Rolle spielt bei allen Publikationen Niggemeyers das Layout bis hin zur Bildcollage; darin werden Detailbilder durch situative Gesamtaufnahmen immer wieder in einen sachlichen und sozialen Zusammenhang geholt.
Elisabeth Niggemeyer hat ihre fotografische Arbeitsweise immer weiter vereinfacht. Am Anfang standen das Mittelformat der Rolleiflex, die Ausschnittwahl und Vergrößerungsarbeit im Schwarzweiß-Labor. Über eine Leica kam sie bald zur Kleinbildfotografie, deren Flexibilität ihre Arbeit mit Kindern erleichterte. In ihren jüngeren pädagogischen Arbeiten und auch in der Stadtfotografie in „Paris-Puzzle“ verwendete sie Farbfilme, die sie in Drogerien entwickeln und ausbelichten ließ.
In ihrem Werk ist die Fotografie Medium auch in dem Sinn, dass ihre rein technischen Aspekte völlig in den Hintergrund treten. Ungeachtet seiner technischen und ästhetischen Qualität steht nicht das einzelne Bild im Mittelpunkt. Es ordnet sich vielmehr dem Zusammenhang des Fotobuches unter und wird zum kommunikativen Element. Das gilt für Elisabeth Niggemeyers Fotobände zu Architektur und Stadtbild seit den 1960er Jahren ebenso wie für ihre pädagogischen Werke, in denen sie ihren persönlichen Berufswunsch mit der routinierten Beherrschung der fotografischen Praxis verbinden konnte.
„Paris habe ich mir sozusagen puzzelnd vertraut gemacht, denn alle meine vielen hundert Fotos sind einzeln ohne Bedeutung, ohne Aussage, genauso wie es einzelne Puzzle-Teilchen sind, aber zu Bildern zusammengesetzt zeigen sie das für mich Besondere, das schöne Alltägliche der zwanzig unterschiedlichen Welten, die den Zauber der Stadt ausmachen …“

## Publikationen
- Elisabeth Niggemeyer, Walter Foitzick: Das Münchner Jahr. Süddeutscher Verlag, München 1955, S. 106.
- Elisabeth Niggemeyer, mit Texten von Hilde Spiel: London. Süddeutscher Verlag, München 1956, S. 92.
- Elisabeth Niggemeyer, Texte Erich Kuby: Bonn im Bild. Süddeutscher Verlag, München 1957, S. 68.
- Wolf Jobst Siedler, Elisabeth Niggemeyer, Gina Angress: Die gemordete Stadt, Abgesang auf Putte u. Straße, Platz u. Baum. Herbig, München 1964, S. 192.
- Nancy Hoenisch, Elisabeth Niggemeyer, Jürgen Zimmer: Vorschulkinder. Ernst Klett Verlag, Stuttgart 1969, S. 239.
- Antoinette Becker, Elisabeth Niggemeyer: Ich bin jetzt in der Schule, Reihe: Ich und die Welt. Otto Maier, Ravensburg 1972, ISBN 3-473-33401-4, S. 36.
- Becker, Niggemeyer: Ich bin jetzt im Krankenhaus, Reihe: Ich und die Welt. Otto Maier, Ravensburg 1972, ISBN 3-473-33402-2, S. 36.
- Becker, Niggemeyer: Ich sorge für ein Tier, Reihe: Ich und die Welt. Otto Maier, Ravensburg 1973, ISBN 3-473-33404-9, S. 36.
- Becker, Niggemeyer: Ich bekomme einen Bruder, Reihe: Ich und die Welt. Otto Maier, Ravensburg 1973, ISBN 3-473-33403-0, S. 36.
- Becker, Niggemeyer: Ich bekomme einen Bruder,  : was erlebt u. denkt Tina vor u. nach d. Geburt ihres Bruders?, Materialien. Otto Maier, Ravensburg 1975, ISBN 3-473-55002-7, S. 24 Tafeln.
- Becker, Niggemeyer: Ich mag Musik, Reihe: Ich und die Welt. Otto Maier, Ravensburg 1974, ISBN 3-473-33405-7, S. 36.
- Becker, Niggemeyer: Ich habe eine Mark, Reihe: Ich und die Welt. Otto Maier, Ravensburg 1974, ISBN 3-473-33406-5, S. 36.
- Becker, Niggemeyer: Ich kann bald schwimmen, Reihe: Ich und die Welt. Otto Maier, Ravensburg 1975, ISBN 3-473-33407-3, S. 36.
- Becker, Niggemeyer: Ich bin doch auch wie ihr, Reihe: Ich und die Welt. Otto Maier, Ravensburg 1975, ISBN 3-473-33408-1, S. 36.
- Becker, Niggemeyer: Ich bin doch auch wie ihr, Erlebnisse, Gedanken u. Gefühle behinderter Kinder, Materialien. Otto Maier, Ravensburg 1975, ISBN 3-473-55003-5, S. 24 Tafeln, später mit Dias.
- Becker, Niggemeyer: Ich gehe zum Zahnarzt, Reihe: Ich und die Welt. Otto Maier, Ravensburg 1976, ISBN 3-473-33409-X, S. 36.
- Becker, Niggemeyer: Meine Familie – Deine Familie. Otto Maier, Ravensburg 1975, ISBN 3-473-33415-4, S. 36.
- Becker, Niggemeyer: Jede Familie ist anders, 6 verschiedene Familien zeigen wie sie leben, Materialien. Otto Maier, Ravensburg 1977, ISBN 3-473-55015-9, S. 24 Tafeln.
- Becker, Niggemeyer: Chancen für behinderte Kinder und Jugendliche. Klett/Cotta, Stuttgart 1978, ISBN 3-12-921320-1, S. 36.
- Becker, Niggemeyer: Ich will etwas vom Tod wissen: Geschichten vom Tod und vom Leben, Reihe: Ich und die Welt. Otto Maier, Ravensburg 1979, ISBN 3-473-33410-3, S. 78.
- Becker, Niggemeyer: Ich bin jetzt im Kindergarten, Reihe: Ich und die Welt. Otto Maier, Ravensburg 1980, ISBN 3-473-33411-1, S. 55.
- Nancy Hoenisch, Elisabeth Niggemeyer: Heute streicheln wir den Baum, Naturerfahrungen mit Pflanzen, Tieren, d. Wetter u.d. Erde. Otto Maier, Ravensburg 1981, ISBN 3-473-60446-1, S. 127.
- Becker, Niggemeyer: Meine Religion, deine Religion, Reihe: Ich und die Welt. Otto Maier, Ravensburg 1982, ISBN 3-473-33412-X, S. 189.
- Nancy Hoenisch, Elisabeth Niggemeyer: Komm liebe Spinne, Kinder machen Naturerfahrungen mit Tieren, Pflanzen u. mit ihrem eigenen Körper. Otto Maier, Ravensburg 1982, ISBN 3-473-60447-X, S. 127.
- Becker, Niggemeyer: Ich bin beim Arzt, Reihe: Ich und die Welt. Otto Maier, Ravensburg 1983, ISBN 3-473-33413-8, S. 57.
- Becker, Niggemeyer: Ich und Nadire, Zeit mit meiner türk. Freundin, Reihe: Ich und die Welt. Otto Maier, Ravensburg 1984, ISBN 3-473-33414-6, S. 56.
- Becker, Niggemeyer: Wir sind jetzt in der Schule, Reihe: Ich und die Welt. Otto Maier, Ravensburg 1985, ISBN 3-473-33416-2, S. 118.
- Wolf Jobst Siedler, Elisabeth Niggemeyer, Gina Angress: Die verordnete Gemütlichkeit, Abgesang auf Spielstraße, Verkehrsberuhigung u. Stadtbildpflege - Gemordete Stadt II.Teil. Quadriga/Severin, Berlin 1985, ISBN 3-88679-125-4, S. 224.
- Jürgen Zimmer, Elisabeth Niggemeyer: Macht die Schule auf, lasst das Leben rein, von d. Schule zur Nachbarschaftsschule. Beltz, Basel 1986, S. 177.
- Helmut Lützner, Elisabeth Niggemeyer: Fasten verändert mein Leben. Kösel, München 1987, ISBN 3-466-34184-1, S. 160.
- Cornelia Heinemann, Elisabeth Niggemeyer: Mal anders Essen. Senatsverwaltung für Frauen, Jugend und Familie, Berlin 1990, S. 70.
- Elisabeth Niggemeyer: Hallo Erde – Wir sind da. Senatsverwaltung für Frauen, Jugend und Familie, Berlin 1992.
- Mireille Hibon, Elisabeth Niggemeyer: Spielzeug Physik. 1998, S. 96.
- Nancy Hoenisch, Elisabeth Niggemeyer: Hallo Kinder, seid Erfinder!, Abenteuer mit dem Alltäglichen; für 4- bis 9-Jährige und ihre erwachsenen Begleiter. Luchterhand, Berlin 2001, S. 139.
- Nancy Hoenisch, Elisabeth Niggemeyer: Bildung mit Demokratie und Zärtlichkeit, Lernvergnügen Vierjähriger. Beltz, Weinheim 2003, ISBN 3-407-56220-9, S. 138.
- Nancy Hoenisch, Elisabeth Niggemeyer: Mathe-Kings, junge Kinder fassen Mathematik an. Verlag Das Netz, Berlin 2004, ISBN 3-937785-11-6, S. 154.
- Nancy Hoenisch, Elisabeth Niggemeyer: Mein Körperheft : ich staune in mich selbst. Verlag Das Netz, Berlin 2008, ISBN 978-3-937785-74-5, S. 47.

## Ausstellungen
- „Heute streicheln wir den Baum, Kinder und ihre Erfahrungen mit der Natur, Fotoausstellung und Einladung zu Spielaktionen in der Akademie der Künste Berlin“, Nancy Hoenisch, Elisabeth Niggemeyer, Juni 1981
- „Mal anders Essen, Das Vollwertland entdecken, Ausstellung mit Aktion im FEZ“, Mai 1991
- „Elisabeth Niggemeyer. München - London - Bonn - Berlin, Fotografien 1957-64“, Galerie argus fotokunst, Berlin, Januar 2007

### das münchner jahr
- Friedrich Luft: Reverenz vor München. In: Süddeutsche Zeitung. 1. Mai 1955.
- Georg Ramseger: Als sähen wir München zum ersten Mal. In: Die Welt. Nr. 112, 14. Mai 1955.
- Die Kunst des Photografierens. In: Der Tagesspiegel. 13. November 1955.
- Märchenbuch der Urmenschheit. In: Südkurier. Konstanz 1955.

### Rezensionen zuDie gemordete Stadt / Die verordnete Gemütlichkeit
- Die gemordete Stadt. In: Der Spiegel. Nr. 12/1964, 17. März 1964.
- STÄDTEBAU, Durchsonnte Sünden. In: Der Spiegel. Nr. 23/1964, 2. Juni 1964.
- Der Klassiker der Architektur-Kritik wird neu aufgelegt „Die Gemordete Stadt“. In: Der Abend. Berlin 15. Oktober 1978.
- Die Zweite Zerstörung Deutschlands, … Gemordete Stadt 15 Jahre später. In: Die Welt. 4. Januar 1979.
- Giebelhäuser fielen für Betonklötze -  Schon 1958 sah W.J.Siedler unwirtliche Städte voraus. In: Münchner Merkur. 17. Februar 1979.
- Wolf Jobst Siedler: Vom Boulevard zur Spielstraße. In: Der Spiegel. Nr. 14/1985, 31. März 1985.
- Doris Stoisser: Stadt soll Stadt bleiben. In: Österreichs Frauenmagazin. 30. Juli 1985.
- Masten, Schilder, Telefonzellen und Poller verstellen den Blick. In: Frankfurter Rundschau. 7. September 1985.
- Die verordnete Gemütlichkeit ist gegen den Geist der Stadt. In: Berliner Morgenpost. 8. September 1985.
- Wiglaf Droste: Stadtplanung: Die entvölkerte Ruhe. In: die tageszeitung. 12. Oktober 1985.
- Bärbel Jäschke: Stadtplanung: Nippes für Metropolis. In: Deutsches Allgemeines Sonntagsblatt. Nr. 42, 20. Oktober 1985.
- Günther Kühne: Mord an der Stadt geht weiter. In: Der Tagesspiegel. 27. Oktober 1985.
- P.C.Mayer-Tasch: Die kleinen Ungeheuer. In: Süddeutsche Zeitung. 2. November 1985.
- Die Zerschmückung der Städte. In: Der Spiegel. Nr. 49/1985, 1. Dezember 1985.
- Bernd Schmidt: Stadtplanung: Zuneigung zum Gestern. In: Tip-Berlin Magazin. 28. November 1985.
- Stephanie Warnke: Zur Kontextualisierung eines „Klassikers“. Wolf Jobst Siedlers und Elisabeth Niggemeyers Essay-Foto-Buch „Die gemordete Stadt“. In: Vittorio Magnago Lampugnani/Katia/Frey/Eliana Perotti (Hrsg.): Stadt und Text. Zur Ideengeschichte der Stadt und des Städtebaus im Spiegel theoretischer Schriften (18.–21. Jahrhundert). Gebr. Mann, Berlin 2010, S. 138–151.

- Steffen de Rudder: “Die gemordete Stadt” Zum fünfzigjährigen Erscheinen eines Klassikers der Städtebau-Literatur. In: Forum Stadt e.V. (Hrsg.): Forum Stadt 2,2014, Vierteljahreszeitschrift für Stadtgeschichte, Stadtsoziologie, Denkmalpflege und Stadtentwicklung. Forum Stadt Verlag, Esslingen 2014, S. 135–144.

### Vorschulkinder
- Nancy Hoenisch, Jürgen Zimmer: Vorschulkinder. In: betrifft: erziehung. 1969.
- Jürgen Zimmer, Nancy Hoenisch: Kleine Kinder können mehr. In: Die Zeit. Band 42, 17. Oktober 1969.
- Brigitte Beer: Zwischen Kindergarten und ABC-Schützen-Klasse, Modell einer Vorschule für 5 jährige. In: Frankfurter Allgemeine Zeitung. Nr. 242, 18. Oktober 1969.
- Vorschulkinder. In: Bauwelt. Band 42, 20. Oktober 1969, S. 1433–1446.
- Mehr als Sandkastenspiele – Vorschulerziehung am Beispiel J.-F.-Kennedy-Schule. In: Der Tagesspiegel. 7. Dezember 1969.
- Hartmut von Hentig: „Vorschulkinder“ NEUGIER, ANFASSEN, MITMACHEN. In: Der Spiegel. Nr. 1/1970, 4. Januar 1970.
- Jakob Streit: Klett:Vorschulkinder – Gedanken zu einem Photobuch. In: Die Tat. Zürich 18. April 1970.
- Klaus Dietrich: Diese Kinder werden klüger - Mehr lernen, mehr Erfolg, mehr Spaß durch Vorschulen. In: Stern. Nr. 39, 20. September 1970, S. 42–50.

### Sonstige
- Eva Windmöller: Das Abenteuer ein Mensch zu werden. In: Stern. Nr. 6,7,8-1963.
- ERZIEHUNG Gefällt dir diese Familie? In: Der Spiegel. Nr. 37/1977, 4. September 1977.
- Hellmut Becker: Babies bitte mitbringen - Die Diskrepanz zwischen Lernen und Leben muß überwunden werden. In: Die Zeit. 8. Mai 1985.
- Hartmut von Hentig: Die Lust an der Welt - Was muss man tun, damit Kinder gern lernen? Nancy Hoenisch und Elisabeth Niggemeyer haben eine Antwort. 2003.